# Фовицький Гаврило Михайлович
Гаври́ло Миха́йлович Фови́цький (рос. Гавриил Михайлович Фовицкий; * 1789) — російський педагог.

## Біографічні відомості
Гаврило Михайлович Фовицький народився 1789 року в родині священика Орловської губернії. Закінчив Петербурзьку духовну семінарію. 1814 року після закінчення Олександрівської духовної академії в Санкт-Петербурзі здобув ступінь дійсного студента .
1827 року за бездоганну працю нагороджений орденом Святого Володимира четвертого ступеня, а 1836 року — орденом Святого Станіслава другого ступеня.
Від 15 (27) липня 1839 року до 12 (24) вересня 1841 року працював директором Рівненської чоловічої гімназії.